# 720-729
De jaren 720-729 (van de christelijke jaartelling) zijn een decennium in de 8e eeuw.

## Belangrijke gebeurtenissen
- 721 : Slag bij Toulouse. De Franken halen een overwinning op de Omayyaden.
- 722 : Slag bij Covadonga. De Visigoten halen een overwinning op de Moren. Deze slag wordt beschouwd als het begin van de Reconquista.
- 722 : Bonifatius wordt benoemd tot bisschop van de Germaanse gebieden die hij onder het gezag zou brengen van de Kerk van Rome.
- 726 : Keizer Leo III van Byzantium vaardigt een edict uit tegen de verering van iconen of het Iconoclasme.
- 727 : Daarop breekt een rebellie uit in het Byzantijnse deel van Italië, het exarchaat Ravenna; Paulus (exarch van Ravenna) wordt vermoord.
- 728 : Keizer Leo stuurt Eutychius om de opstand neer te slaan en paus Gregorius II uit de weg te ruimen; paus Gregorius II bemiddelt met Liutprand van de Longobarden en krijgt van hem bescherming en de Donatie van Sutri.

## Kunst en cultuur

### Architectuur
- Paleis van Hisham

## Heersers

### Europa
- Asturië: Pelayo (718-737)
- Beieren: Grimoald II (719-725), Hugbert (ca. 725-736)
- Bulgaren: Tervel (ca. 701-721), Kormesij (ca. 721-738)
- Byzantijnse Rijk: Leo III (717-741)
  - exarchaat Ravenna: Scholasticus (713-723), Paulus (723-727), Eutychius (727-752)
- Engeland en Wales
  - East Anglia: Ælfwald (713-749)
  - Essex: Swaefbert (709-738) en Saelred (709-746)
  - Gwynedd: Rhodri Molwynog ap Idwal (ca. 720-754)
  - Kent: Wihtred (690-725), Aelfric (725-?), Eadbert I (725-748), Æthelberht II (725-762)
  - Mercia: Æthelbald (716-757)
  - Northumbria: Osric (718-729), Ceolwulf (729-736)
  - Wessex: Ine (688-726), Æthelheard (726-740)
- Franken: Chilperik II (715-721), Theuderik IV (721-737)
  - hofmeier: Karel Martel (717-741)
  - Aquitanië: Odo (?-735)
  - Elzas: Adalbert I (?-723), Luitfried (723-?)
- Friezen: Poppo (ca. 719-734)
- Longobarden: Liutprand (712-744)
  - Benevento: Romuald II (707-730)
  - Spoleto: Faroald II (703-724), Thrasimund II (724-739)
- Venetië (doge): Marcello Tegalliano (717-726), Orso Ipato (726-737)

### Azië
- China (Tang): Tang Xuanzong (712-756)
- Göktürken: Kutluq Bilge-Kül (716-734)
- India
  - Chalukya: Vijayaditya (696-733)
  - Pallava: Narasimhavarman II (700-728), Paramesvaravarman II (728-731)
- Japan: Gensho (715-724), Shomu (724-749)
- Omajjaden: Omar II (717-720), Yazid II (720-724), Hisham (724-743)
- Silla (Korea): Seongdeok (702-737)
- Tibet: Tridé Tsungtsen (712-754)

### Religie
- paus: Gregorius II (715-731)
- patriarch van Alexandrië (Grieks): Cosmas I (ca. 727-768)
- patriarch van Alexandrië (Koptisch): Alexander II (702-729), Cosmas I (729-730)
- patriarch van Antiochië (Grieks): vacant
- patriarch van Antiochië (Syrisch): Elias I (709-723), Athanasius IV (724-740)
- patriarch van Constantinopel: Germanus I (715-730)
- patriarch van Jeruzalem: Johannes V (706-735)
- imam (sjiieten): Muhammad ibn Ali (712-732)

<< · 720 · 721 · 722 · 723 · 724 · 725 · 726 · 727 · 728 · 729 · >>
<< · 700-709 · 710-719 · 720-729 · 730-739 · 740-749 · 750-759 · 760-769 · 770-779 · 780-789 · 790-799 · >>